# Burkittsville
Burkittsville ist eine Town im Frederick County im US-Bundesstaat Maryland. Bei der Volkszählung im Jahr 2020 hatte die Gemeinde 142 Einwohner auf einer Fläche von 1,1 km². Burkittsville liegt an der Grenze zum Washington County nahe dem Gathland State Park.
Bekannt wurde Burkittsville durch den Pseudo-Dokumentarfilm Blair Witch Project aus dem Jahr 1999, der zwar hier spielt, aber zum größten Teil nicht hier entstand.

## Geschichte
Burkittsville wurde 1824 zunächst in zwei Teilen von den beiden Grundeigentümern Major Joshua Harley (westliche Hälfte als: „Harley’s Post Office“) und Henry Burkitt gegründet. Vier Jahre später (nach dem Fortgang von Joshua Harley) benannte der verbliebene Henry Burkitt auch den westlichen Teil um in Burkittsville. In den folgenden drei Jahrzehnten wuchs dieser Ort dann zu einer normalen Gemeinde mit Läden, Geschäften, mit Schmiede und Gerberei sowie einer Schule und zwei Kirchen heran.
Im amerikanischen Bürgerkrieg wurde der Ort 1862 durch die Armee der Konföderierten besetzt und nach einem blutigen Schlagabtausch am Sonntag, dem 14. September, mit der Armee der Union mussten mehr als 300 Verwundete beider Seiten versorgt werden, dazu wurden die beiden Kirchen und das Schulhaus zum provisorischen Hospital – diese historischen Gebäude konnten bis heute erhalten werden.
Nach dem überwältigenden Erfolg von Blair Witch Project wurde die Stadt von Fans überrannt. Im Wesentlichen war der Film jedoch im Seneca Creek State Park, Maryland gedreht worden. Souvenirjäger stahlen etliche Male die Ortseingangsschilder von Burkittsville. Im Jahr 2000 wurde die Fortsetzung von Blair Witch Project, Blair Witch 2 auch in Burkittsville gedreht.